# مبروك عليكي (فلم)
مبروك عليكي هو فيلم مصري تم إنتاجه عام 1949، تأليف وإخراج عبد الفتاح حسن و بطولة نور الهدى ومحمد الكحلاوي.

## فريق العمل
إخراج وتأليف: عبد الفتاح حسن
بطولة:
- نور الهدى
- محمد الكحلاوي
- محمود المليجي
- علي الكسار
- شفيق نور الدين
- سميحة توفيق
- نبوية مصطفى
- هدى شمس الدين
- محمود نصير
- عبد الغني النجدي

## روابط خارجية
- مقالات تستعمل روابط فنية بلا صلة مع ويكي بيانات